# موسی نجفی
موسی نجفی (زادهٔ ۱۳۴۱ در اصفهان) رئیس پژوهشگاه علوم انسانی و مطالعات فرهنگی؛ عضو سابق هیئت علمی گروه آموزشی علوم سیاسی دانشکده حقوق و علوم سیاسی دانشگاه تهران، مدیر گروه اندیشه سیاسی دانشکده الهیات و فلسفه دانشگاه آزاد اسلامی واحد علوم و تحقیقات تهران و رئیس پژوهشکده فرهنگ، انقلاب و تمدن اسلامی و رئیس گروه نظریه‌پردازی انقلاب اسلامی و مدیر گروه دوره دکترای علوم سیاسی با گرایش مسائل ایران در مؤسسه آموزشی و پژوهشی امام خمینی و استاد دانشگاه علوم اسلامی رضوی است.
او صاحب «نظریه تکوین و تکون هویت ملی ایرانیان» در کرسی‌های نظریه‌پردازی است. نجفی به خاطر تألیف کتاب مراتب ظهور فلسفه سیاست در تمدن اسلامی برنده کتاب سال جمهوری اسلامی ایران شد. این کتاب همچنین جز کتب برگزیده معرفی شده توسط دبیرخانه دین پژوهان کشور در سال ۱۳۸۲ است.

## تحصیلات
وی دارای مدرک کارشناسی علوم سیاسی از دانشگاه تهران، کارشناسی ارشد علوم سیاسی از دانشگاه تهران و دکترای تخصصی علوم سیاسی (گرایش اندیشه سیاسی) از پژوهشگاه علوم انسانی و مطالعات فرهنگی است. عنوان پایان‌نامه دوره دکتری وی «مراتب ظهور فلسفه سیاست در متون فرهنگ و تمدن اسلامی» (به راهنمایی رضا داوری اردکانی) است.

## ماجرای مصاحبه با روزنامه ایران
در روزنامه ایران مورخ ۲۹ مرداد ۱۳۹۰، مطلبی به نقل از موسی نجفی در حمایت از ویژه‌نامه خاتون منتشر شده بود که او این مطلب و هر گونه مصاحبه با روزنامه ایران را تکذیب کرد.

## یک اثر جنجال‌برانگیز
یکی از مهم‌ترین آثار منسوب به آخوند خراسانی که منعکس‌کننده نظرات سیاسی اوست گفتگوی آخوند با میرزای نائینی پیرامون حکومت دینی می‌باشد. در صحت این اثر تشکیک وجود دارد. اکبر ثبوت معتقد است این گفتگو روی داده‌است ولی برخی دیگر چون عبدالکریم موسوی اردبیلی، سید علی سیستانی، ذبیح‌الله نعیمیان، محمدعلی نجفی کرمانشاهی، محمدصادق مزینانی آن را جعلی می‌دانند. همچنین محسن کدیور و موسی نجفی نیز در مقالات خویش به این گفتگو استناد می‌کنند. اصل این گفتگو چاپ نشده و گزیده‌هایی از آن در کتاب محسن دریابیگی (چاپ اول ۱۳۸۶ و دوم ۱۳۸۷) آمده‌است.